# Lewin-Halbinsel
Die Lewin-Halbinsel ist eine etwa 15 km lange Halbinsel im Norden Südgeorgiens im Südatlantik. Sie gehört zur Busen-Region und reicht vom Olsen Valley bis zum Larsen Point auf der Westseite der Einfahrt zur Cumberland Bay.
Namensgeber ist der britische Flottillenadmiral Terence Lewin (1920–1999), Chef des Verteidigungsstabs im Falklandkrieg 1982.